# Stephan Harbarth
Stephan Harbarth (Heidelberg, 19 de diciembre de 1971) es un juez, ex abogado y político alemán de la Unión Demócrata Cristiana de Alemania (CDU). Actualmente se desempeña como presidente del Tribunal Constitucional Federal de Alemania (Bundesverfassungsgericht). Anteriormente fungió como vicepresidente de esta entidad, y desde 2009 hasta 2018 se desempeñó como miembro del Bundestag. El 22 de noviembre de 2018 fue elegido miembro del Tribunal Constitucional Federal por el Bundestag. Sucedió a Ferdinand Kirchhof y sirvió en el primer senado de la corte. El 23 de noviembre de 2018, un día después de su elección a la corte, el Bundesrat lo eligió vicepresidente de la Corte Constitucional Federal. En esta calidad, fue presidente del primer senado. El 15 de mayo de 2020, Harbarth fue elegido Presidente del Tribunal Constitucional Federal. Asumió el cargo el 22 de junio después de ser nombrado formalmente por el Presidente de Alemania Frank-Walter Steinmeier.
Desde 1991 hasta 1996, Harbarth estudió derecho en la Universidad de Heidelberg. Recibió su doctorado en 1998 y en 2000 completó un máster en Derecho en la Facultad de Derecho de la Universidad de Yale, con una beca del Servicio Alemán de Intercambio Académico (DAAD).